# Ивашкевич, Георгий
Георгий Ивашкевич (пол. Jerzy Iwaszkiewicz; 19 апреля 1819 — 28 декабря 1875) — российский католический деятель, Апостольский администратор Могилёвской митрополии в 1871—1872 годах.

## Биография
Родился в дворянской семье в имении Плущ (Ковенская губерния, ныне Литва). Учился в Минской семинарии, затем в Императорской Римско-католической духовной академии в Санкт-Петербурге, которую окончил с отличием. В 1845 году рукоположен в священники В течение 25 лет преподавал в Санкт-Петербургской духовной академии, в 1862 году получил степень доктора теологии.
В 1863 году скончался архиепископ-митрополит Могилёва Вацлав Жилиньский, после чего император Александр II назначил администратором митрополии, то есть временным её главой, Юзефа Станевского. Отношения между Россией и Святым Престолом в это время резко ухудшились из-за Польского восстания 1863—1864 года и последовавшего вслед за ним разрыва конкордата между Россией и Святым Престолом. На посту апостольского администратора Станевский в точности исполнял все приказы и пожелания российского правительства, даже не пытаясь отстаивать интересы католиков России.
После смерти Станевского в 1871 году апостольским администратором стал Георгий Ивашкевич. Он пробыл на посту всего полгода, так как в начале 1872 года после сложных переговоров российское правительство утвердило на посту архиепископа-митрополита Могилёва Антония Фиалковского и девятилетний период вакантной кафедры на посту главы российских католиков завершился. После назначения Фиалковского Ивашкевич был 30 июня 1872 года возведён в епископский сан с титулом и стал епископом-помощником митрополита Фиалковского.
Умер 28 декабря 1875 года в Санкт-Петербурге. В завещании простил долги многочисленным должникам, а богатую личную библиотеку передал Санкт-Петербургской духовной академии. Похоронен в крипте храма Посещения Пресвятой Девой Марией Елизаветы, расположенного на территории Выборгского римско-католического кладбища в Санкт-Петербурге.